# Брабан ле Роа
Брабан ле Роа (фр. Brabant-le-Roi), (понегде и Брабант ле Роа) насеље је и општина у североисточној Француској у региону Лорена, у департману Меза која припада префектури Бар ле Дик.
По подацима из 2011. године у општини је живело 231 становника, а густина насељености је износила 20,85 становника/km². Општина се простире на површини од 11,08 km². Налази се на средњој надморској висини од 145 метара (максималној 187 m, а минималној 137 m).

## Демографија
| 1962. | 1968. | 1975. | 1982. | 1990. | 1999. | 2011. |
| ----- | ----- | ----- | ----- | ----- | ----- | ----- |
| 161   | 168   | 202   | 235   | 241   | 234   | 231   |

График промене броја становника у току последњих година